# Ano Daskaleió
Ano Daskaleió (Ano Daskaleio) är en ort i Grekland.   Den ligger i prefekturen Nomarchía Anatolikís Attikís och regionen Attika, i den sydöstra delen av landet, 30 km sydost om huvudstaden Aten. Ano Daskaleió ligger 187 meter över havet och antalet invånare är 139.
Terrängen runt Ano Daskaleió är kuperad västerut, men österut är den platt. Havet är nära Ano Daskaleió åt nordost.  Närmaste större samhälle är Artémida, 17,7 km norr om Ano Daskaleió. 